# 林矿
林矿，浙江慈溪人，清朝政治人物。进士出身。
康熙三十九年（1700年）庚辰科進士。1717年接替姜鹏任华亭县知县一职，1719年由李源长接任。